# Agave angustiarum
Agave angustiarum ist eine Pflanzenart aus der Gattung der Agaven (Agave). Ein englischer Trivialname ist „Century Plant“.

## Beschreibung
Agave angustiarum wächst einzeln oder bildet einen kurzen Stamm. Die variablen, linealisch bis lanzettförmigen, spitz zulaufenden, dicken, steifen, grünen bis bläulichen, gestreiften Blätter sind 50 bis 80 cm lang und 6 bis 7 cm breit. Die hornigen Blattränder sind gezahnt, unterhalb der Blattspitze ungezahnt. Der nadelige Enddorn ist 3 bis 4,5 cm lang.
Der ährige, schlanke Blütenstand wird 2 bis 4 m hoch. Die weiß bis grüngefärbten Blüten sind 35 bis 40 mm lang. Die Blütenröhre ist 4 bis 5 mm lang.
Die variabel geformten dreikammerigen Kapselfrüchte sind bis 25 mm lang und 12 bis 15 mm breit. Die schwarzen Samen sind 3 bis 5 mm lang und 2 bis 3 mm breit.

## Systematik und Verbreitung
Agave angustiarum wächst in den mexikanischen Bundesstaaten Puebla, Oaxaca, Guerrero, Morelos, México und Michoacán in tropischen Regionen in 600 bis 1500 m Höhe. Sie ist vergesellschaftet mit Sukkulenten und Kakteenarten.
Die Erstbeschreibung durch Trel. ist 1920 veröffentlicht worden.
Agave angustiarum ist ein Vertreter der Gruppe Marginatae. Typisch sind die langen, schmalen, entlang der verschmälerten Spitze ungezahnten Blätter. Sie kann mit einigen Formen von Agave kerchovei verwechselt werden.